# Gornja Meminska
Gornja Meminska – wieś w Chorwacji, w żupanii sisacko-moslawińskiej, w gminie Majur. W 2011 roku liczyła 17 mieszkańców.